# Сидлецкий, Виталий Васильевич
Вита́лий Васи́льевич Сидле́цкий (после 1992 года — Вита́лий Константи́нович Воро́нин; род. 28 июля 1970, Джанкой) — советский актёр, ставший известным после роли Алёши Ланского в фильме «Чёрная курица, или Подземные жители» (1980).

## Биография
Виталий Сидлецкий родился 28 июля 1970 (по другим данным — 12 февраля 1972) в Джанкое в семье Василия и Светланы Сидлецких. Жил в Татарской АССР, Мурманске, Дятьково.
Попал на съёмки случайно. В 1979 году Виктор Гресь искал мальчика для роли Алёши Ланского в фильме «Чёрная курица, или Подземные жители» по мотивам одноимённой волшебной повести Антония Погорельского. Аристократическая внешность Виталия понравилась режиссёру, и тот утвердил его на главную роль. За исполнение роли Сидлецкий был удостоен приза пионерского жюри на ММКФ в 1981 году.
Затем актёр исполнил роли Томми в фильме «Пусть он выступит», Аркаши в «Подростке» и эпизод в фильме «Новые приключения янки при дворе короля Артура». Однако после 1988 года Виталий не снимался. Как рассказал актёр, затем он познакомился со своей будущей супругой, и ему было не до кино. В 1992 году Светлана и Василий Сидлецкие развелись, и Виталий сменил отчество и фамилию.

## Фильмография
| Год  |   | Название                                       | Роль                                                                           |
| ---- | - | ---------------------------------------------- | ------------------------------------------------------------------------------ |
| 1980 | ф | Чёрная курица, или Подземные жители            | Алёша Ланской (озвучивание — М. Корабельникова)                                |
| 1981 | ф | Пусть он выступит                              | Томми, внук Энтони Старкуэтера, сын Маргарет Чалмерс (в титрах — В. Седлецкий) |
| 1983 | ф | Подросток                                      | Аркаша                                                                         |
| 1988 | ф | Новые приключения янки при дворе короля Артура | эпизод (в титрах — В. Седлецкий)                                               |